# Annemarie Zuurendonk
Annemarie Zuurendonk (13 maart 1976) is een Nederlands langebaanschaatsster.
In 1997 nam Zuurendonk deel aan de NK Afstanden op de 3000 en 5000 meter.

## Records

### Persoonlijke records[2]
| Afstand    | Tijd    | Datum           | Baan       |
| ---------- | ------- | --------------- | ---------- |
| 100 meter  | 12,10   | 19 oktober 1994 | Inzell     |
| 300 meter  | 29,50   | 19 oktober 1994 | Inzell     |
| 500 meter  | 43,90   | 15 maart 1994   | Heerenveen |
| 700 meter  | 1.11,25 | 9 december 1989 | Grefrath   |
| 1000 meter | 1.28,47 | 9 maart 1995    | Heerenveen |
| 1500 meter | 2.15,62 | 8 maart 1995    | Heerenveen |
| 3000 meter | 4.49,20 | 7 maart 1995    | Heerenveen |
| 5000 meter | 8.18,25 | 9 maart 1995    | Heerenveen |